# دهستان مهربان علیا
مهربان علیا، منطقه ای پهناور  در استان همدان ایران.

## جمعیت
براساس سرشماری سال ۱۳۸۵ جمعیت آن ۱۰٬۴۱۳ نفر (۲٬۲۱۶ خانوار) بوده‌است.